# Galeotto Manfredi
Galeotto Manfredi (Faenza, 1440–ibid., 31 de mayo de 1488) fue un condotiero italiano, signore de Faenza desde 1477 hasta que fue asesinado por su mujer. 

## Biografía

### Familia
|  | Armas de los Manfredi: Cuartelado de oro y de azur. |

Segundo hijo de Astorre II Manfredi y Giovanna da Barbiano, tuvo varios hermanos: Carlo, Federico, Lancelotto, Barbara y Elisabetta.
Faenza pertenecía a los Estados Pontificios y estaba gobernada por un vicario apostólico nombrado por el papa; en 1313 el vicariato había recaído en los Manfredi, y desde entonces su gobierno había sido periódicamente confirmado por la Santa Sede; eran también condes del Valle del Lamone desde que Gregorio XII les concediera el título en 1413.  En la época en que nació Galeotto, su padre Astorre ejercía como signore.  

### Juventud
A los doce años de edad Galeotto, su hermano Carlo y su padre fueron armados caballeros por el emperador Federico III, que junto con el rey de Hungría Ladislao V, el duque de Austria Alberto VI y el legado pontificio Basilio Besarión paraba en Bolonia camino de Roma para la ceremonia de su coronación.
Encaminado desde joven a la carrera de las armas, participó junto a su padre en la campaña militar de 1462-63 en la Romaña contra Malatesta Novello como condotiero de los Estados Pontificios, y en 1467 formó parte de las fuerzas dirigidas por  Bartolomeo Colleoni asoldadas por Venecia contra el régimen de Piero de Médici en Florencia.

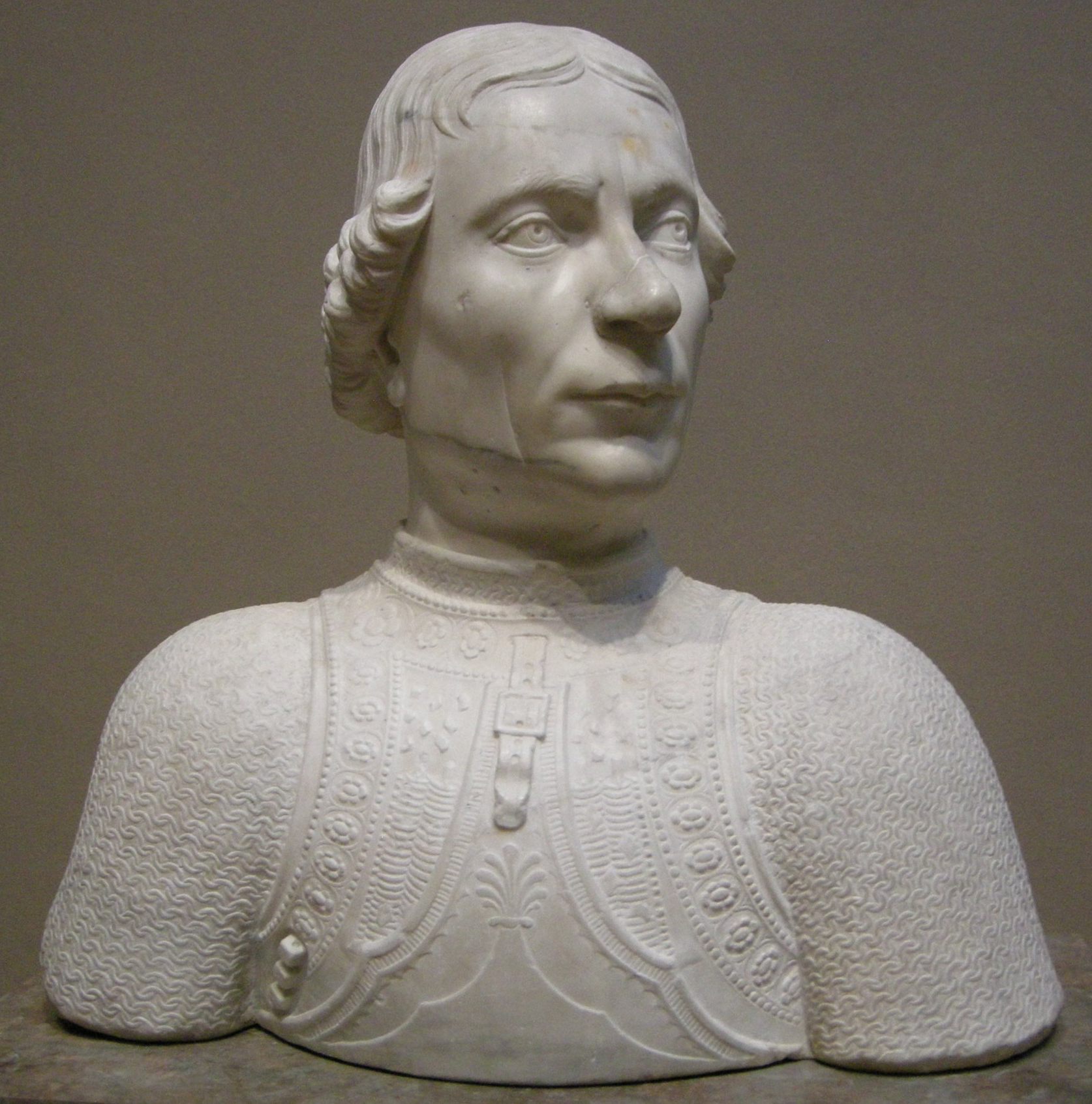
Su padre, Astorre II.

Cuando su padre murió en 1468 dejó dispuesto en su testamento que la signoria de Faenza debía pasar a sus hijos laicos por orden de edad, y solo en ausencia de todos ellos debía pasar a sus sobrinos.  El primogénito Carlo heredó el cargo y gobernó ayudado por Federico, que como obispo estaba excluido de la sucesión; marginado del gobierno por ambos, en 1476 Galeotto  abandonó Faenza y buscó refugio, primero en Rávena, luego en Ferrara y finalmente en Forlì junto a su cuñado Pino III Ordelaffi.
Pero cuando en 1477 Carlo cayó gravemente enfermo, Federico maniobró para que Sixto IV reconociera la sucesión a Ottaviano, hijo de Carlo, y el papa envió a Faenza al comisario apostólico Francesco Salviati con las credenciales que lo confirmaban.  Galeotto perdía así su derecho a la sucesión, y preparó su reentrada.

### Signorede Faenza
En noviembre de 1477, con el apoyo militar de Lorenzo de Médici de Florencia y Giovanni Bentivoglio de Bolonia, Galeotto entró en Faenza con su otro hermano Lancelotto y fue proclamado signore por la población, descontenta con el gobierno de Carlo y Federico, que salieron de la ciudad.
Amenazado por las incursiones en territorio faentino del duque de Milán, se alió con el signore de Ímola Girolamo Riario, sobrino y protegido del papa Sixto IV, pero durante la guerra de Toscana se puso del lado de Florencia contra los Estados Pontificios.  Durante la guerra de Ferrara consiguió una pingüe condotta pagada por la liga compuesta por Milán, Nápoles y Florencia con la que consiguió mantenerse holgadamente en el poder durante los primeros años. 
Excluido de la liga antipapal formada por Giovanni Bentivogliio de Bolonia, Guidobaldo da Montefeltro de Urbino, Pandolfo Malatesta de Rímini, Giovanni Sforza de Pesaro, Girolamo Riario de Ímola y Forlì y Giovanni della Rovere de Senigallia, su acercamiento a la República de Venecia infundió sospechas entre los estados vecinos.

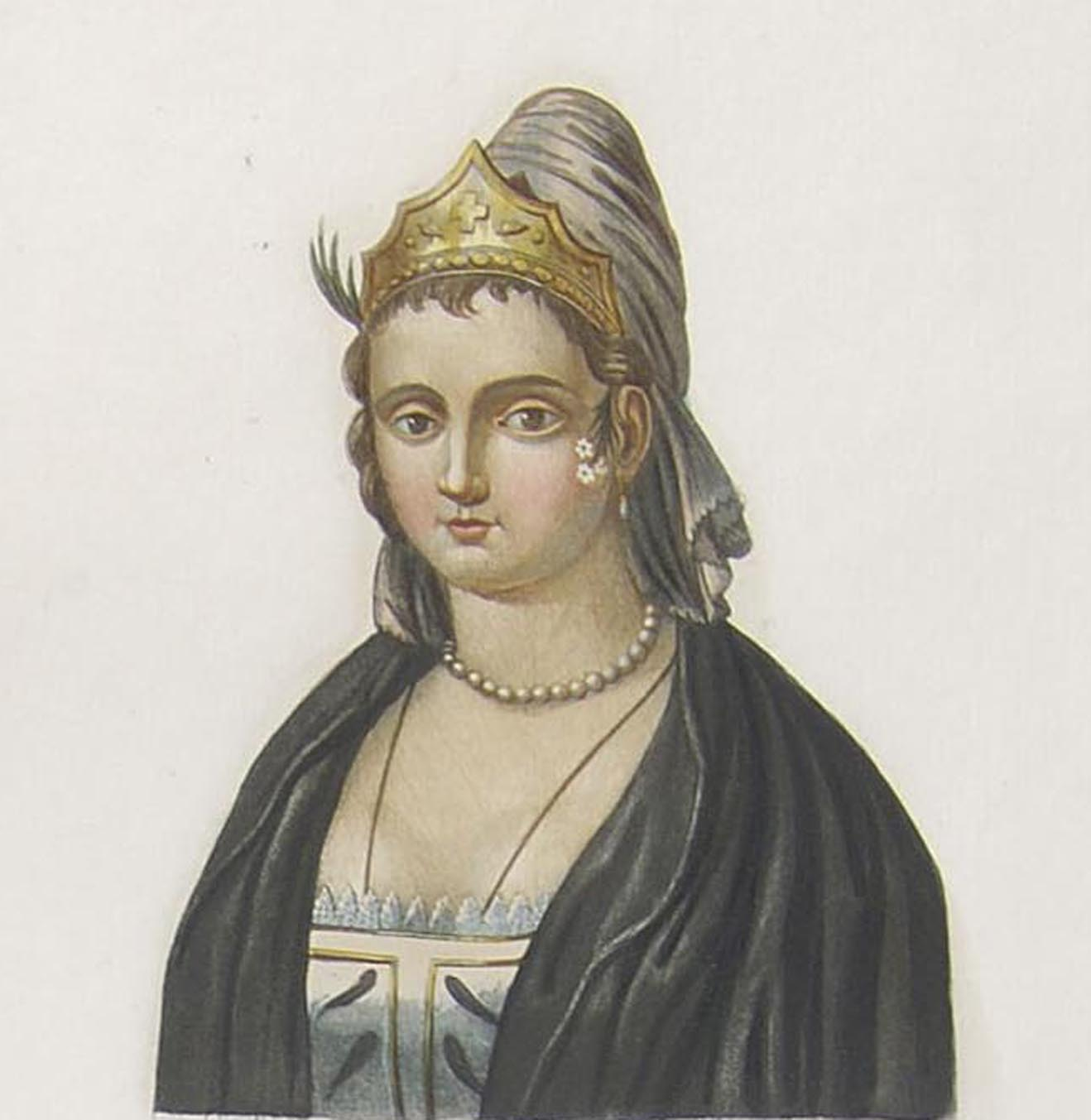
Su mujer, Francesca Bentivoglio.

### Asesinato
A su situación política vino a sumarse el mal funcionamiento de su matrimonio.  Casado con  Francesca Bentivoglio, hija de Giovanni Bentivoglio, Galeotto insistía en mantener a su amante Cassandra Pavoni, con la que ya tenía hijos.  
El 31 de mayo de 1488 al mediodía acudió al dormitorio de su mujer, supuestamente enferma, donde le esperaban varios sicarios que le atacaron, y en el forcejeo con éstos fue la misma Francesca la que le apuñaló mortalmente, no está claro si por una cuestión puramente pasional o con el apoyo de su padre.  Para evitar disturbios en la ciudad, fue sepultado de noche y sin pompa fúnebre en la iglesia de San Francesco de Faenza.  Le sucedió en el gobierno su hijo de tres años Astorre.

## Descendencia
De su matrimonio con Francesca Bentivoglio tuvo un hijo:
- Astorre III (1485-1502), futuro signore di Faenza.

De su relación extramatrimonial con Cassandra Pavoni tuvo a:
- Francesco, después llamado Astorre IV (1470-1509);
- Scipione (1473-1493);
- Giovanni Evangelista (1482-1502).